# 百战经典
《百战经典》是中国中央电视台的一档军事历史类电视周播栏目，每周六播出一期，主要内容为介绍历史上的经典军事战例、人物和相关知识。节目制作得到了国防大学和军事科学院专家的支持。耕戰頻道分拆後該節目跟《軍旅人生》、《中國武警》一樣停止製作新集數。

## 部分节目
- 《二战经典战例》系列
- 《二战人物志》系列
- 《铁流两万五千里》（纪念红军长征胜利70周年）
- 《跨过鸭绿江》（抗美援朝）
- 《劲舞苍穹》（中国空军发展史）
- 《解密五大野战军》（中国人民解放军的发展历史）
- 《王牌飞行员》
- 《名将风云》系列（西方古代和近代军事将领）
- 《暗战》系列（情报战、间谍战）
- 《抗战经典战例》系列
  - 忻口会战
  - 百团大战
  - 常德会战
  - 武汉会战
  - 淞沪会战
  - 松山战役……
- 《黑色骷髅旗》（海盗的故事）
  - 海洋的战栗
  - 海盗终结者
  - 皇家海盗
  - 恐怖的黑胡子
  - 女海盗与黑骑士
- 《死亡真相》（揭秘历史人物死亡真相）
  - 王者之死
  - 谁折断了“上帝之鞭”
  - 被掩埋的杀戮
  - 巴顿之死
  - 拿破仑之死
  - 山本五十六之死
  - 斯大林之死

## 口号
主题语
因为珍爱和平，我们回首战争

节目定位
分析战争起因，透视战争深层，解读战争人物，关注战争影响